# Basílica de San Jorge de Praga
La Basílica de San Jorge en Praga (en checo: Bazilika Sv. Jiří), es la iglesia más antigua que se conserva dentro del perímetro del Castillo de Praga, en Praga, la República Checa.

## Historia
La basílica fue fundada por Vratislaus I, Duque de Bohemia en 920, y está dedicada a San Jorge. La basílica fue substancialmente ampliada en 973 con la incorporación de la abadía de la orden Benedictina. Fue reconstruida tras un grave incendio en 1142.

### Arquitectura
La fachada Barroca data de finales del siglo XVII. El interior de la basílica conserva una sobriedad y austeridad, principalmente debido a la blancura de la piedra caliza, a diferencia de las iglesias barrocas y rococó de Praga. Un bajorrelieve, en el exterior, representa a San Jorge y el dragón.
La basílica contiene las de tumbas de la dinastía de Premislidas y las reliquias de muchos santos venerados. Entre ellos, una capilla de estilo gótico dedicada a Ludmila de Bohemia alberga la sepultura de la Santa, era la abuela del rey San Wenceslao I ero y patrón del Reino de Bohemia. Los santuarios de Vratislav y Boleslao II de Bohemia están también en la basílica.
Las Abadesas de esta comunidad tienen el derecho de coronar las Reinas consorte.
El edificio acoge en la actualidad la colección de arte bohemio del siglo XIX de la Galería Nacional de Praga, y también sirve como sala de conciertos.

## Galería fotográfica

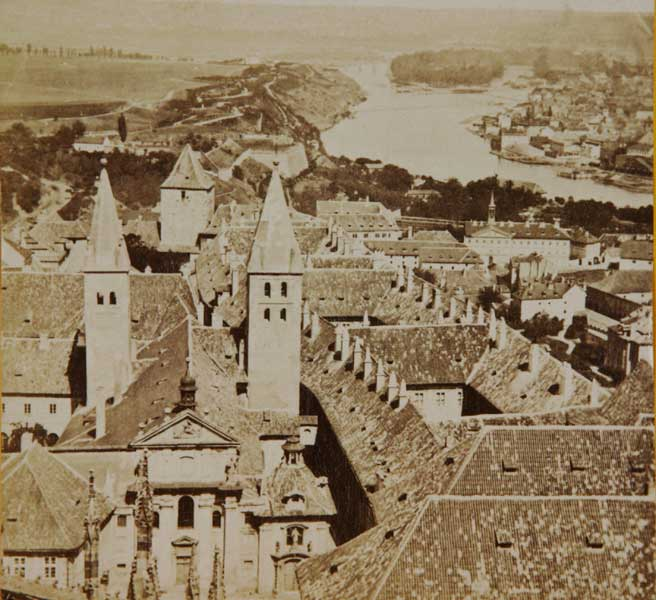
Vista desde la Catedral de Praga en 1867.
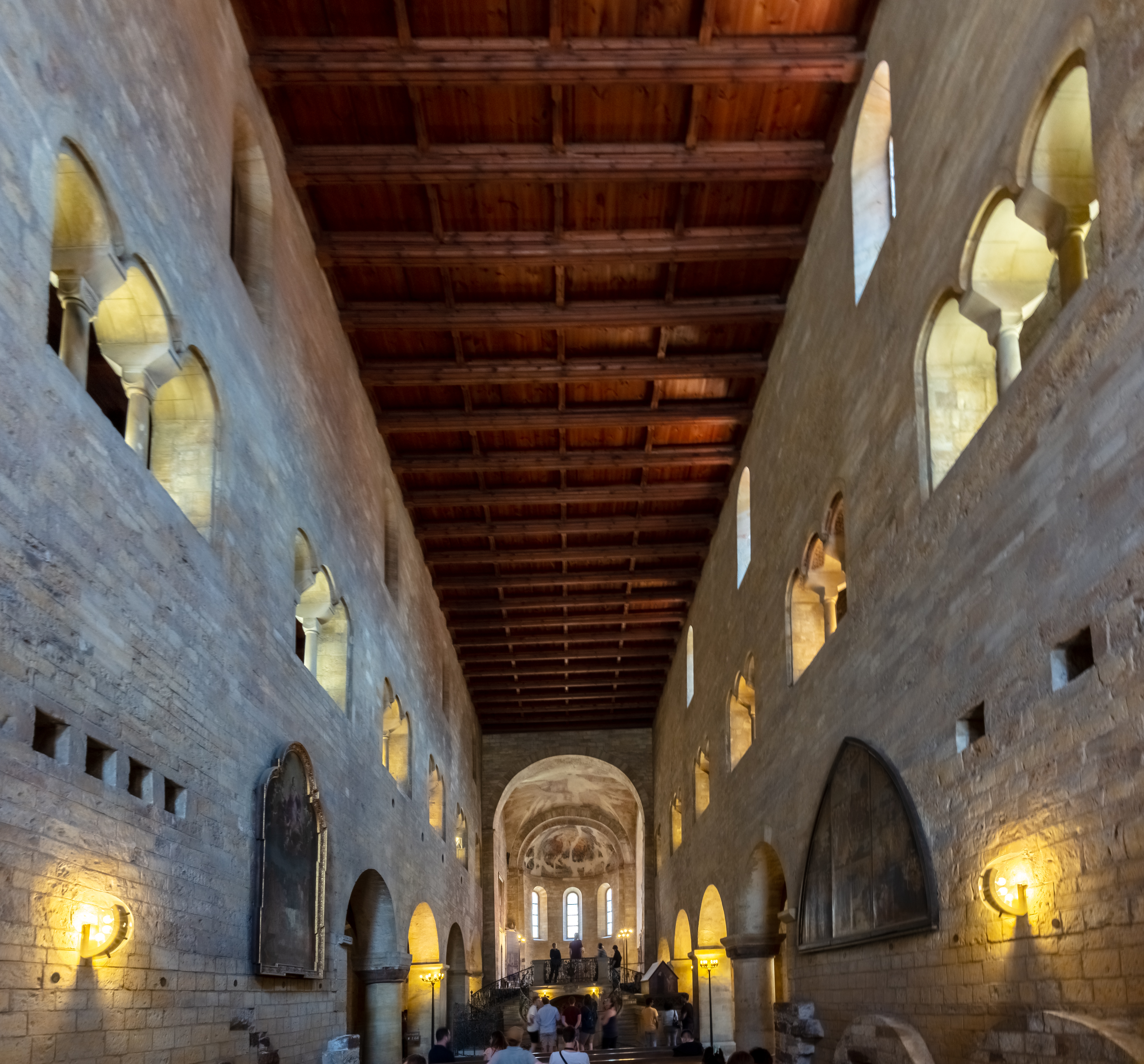
Nave principal.
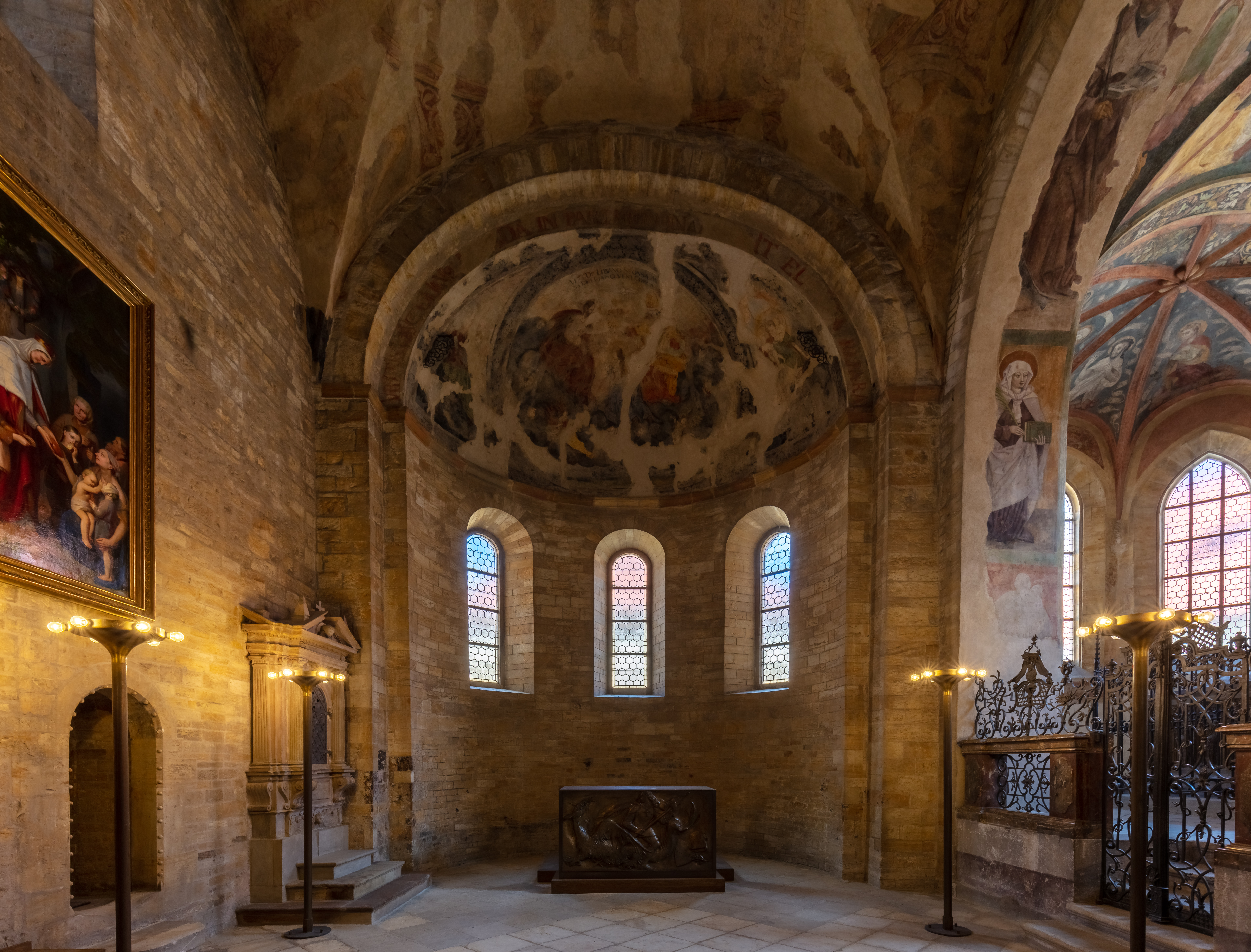
Ábside interior.
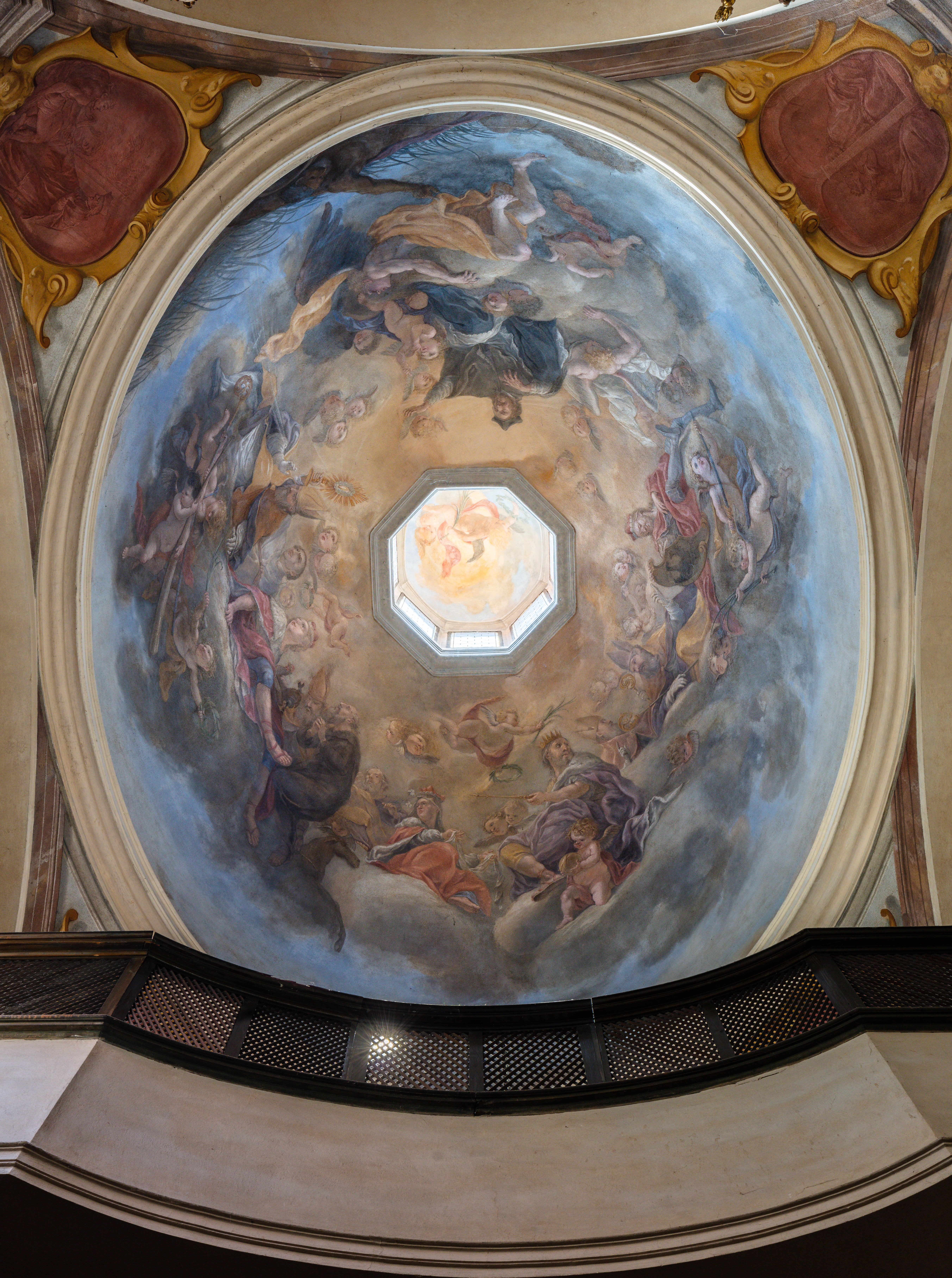
Vista interior de la cùpula.
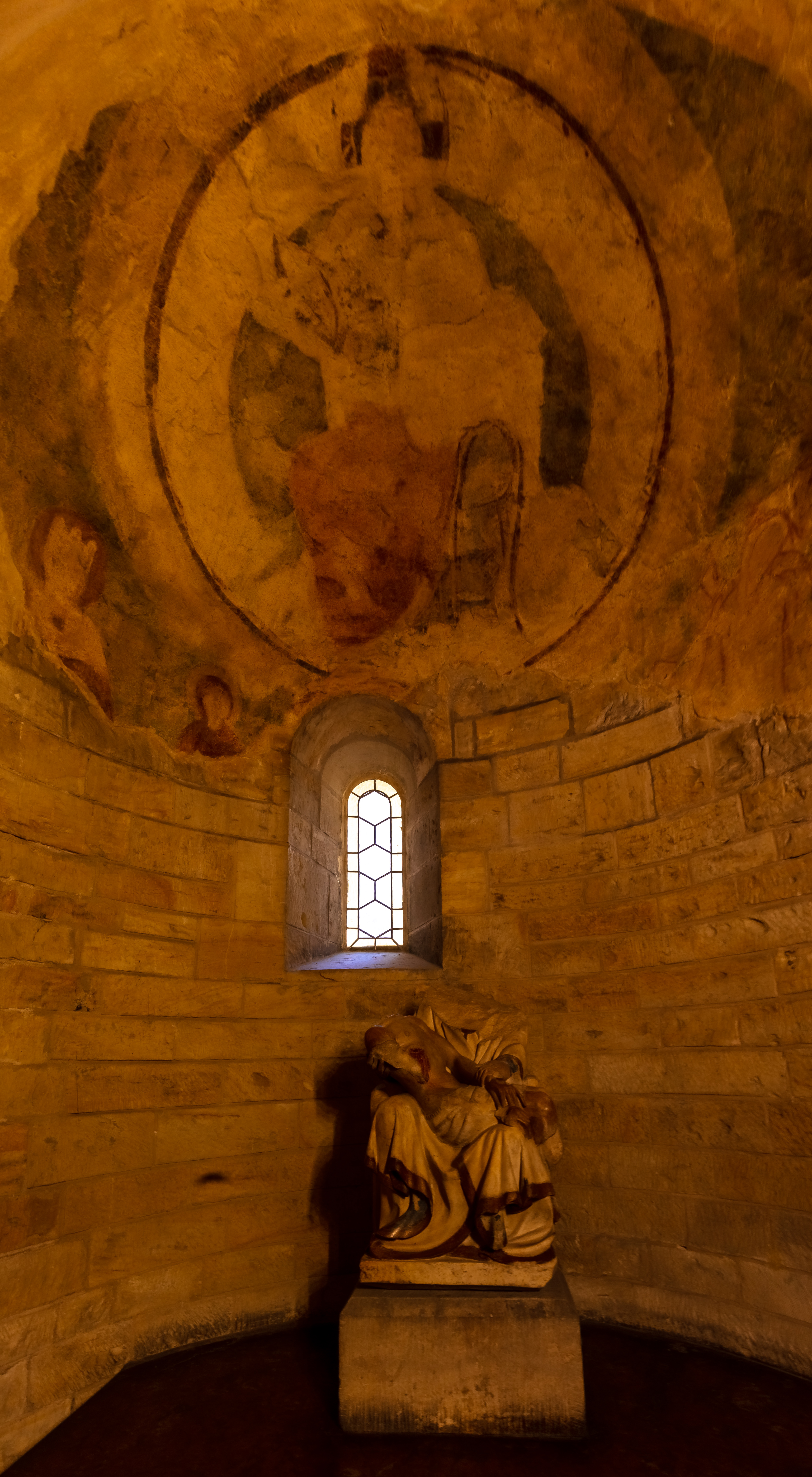
Ábside lateral.
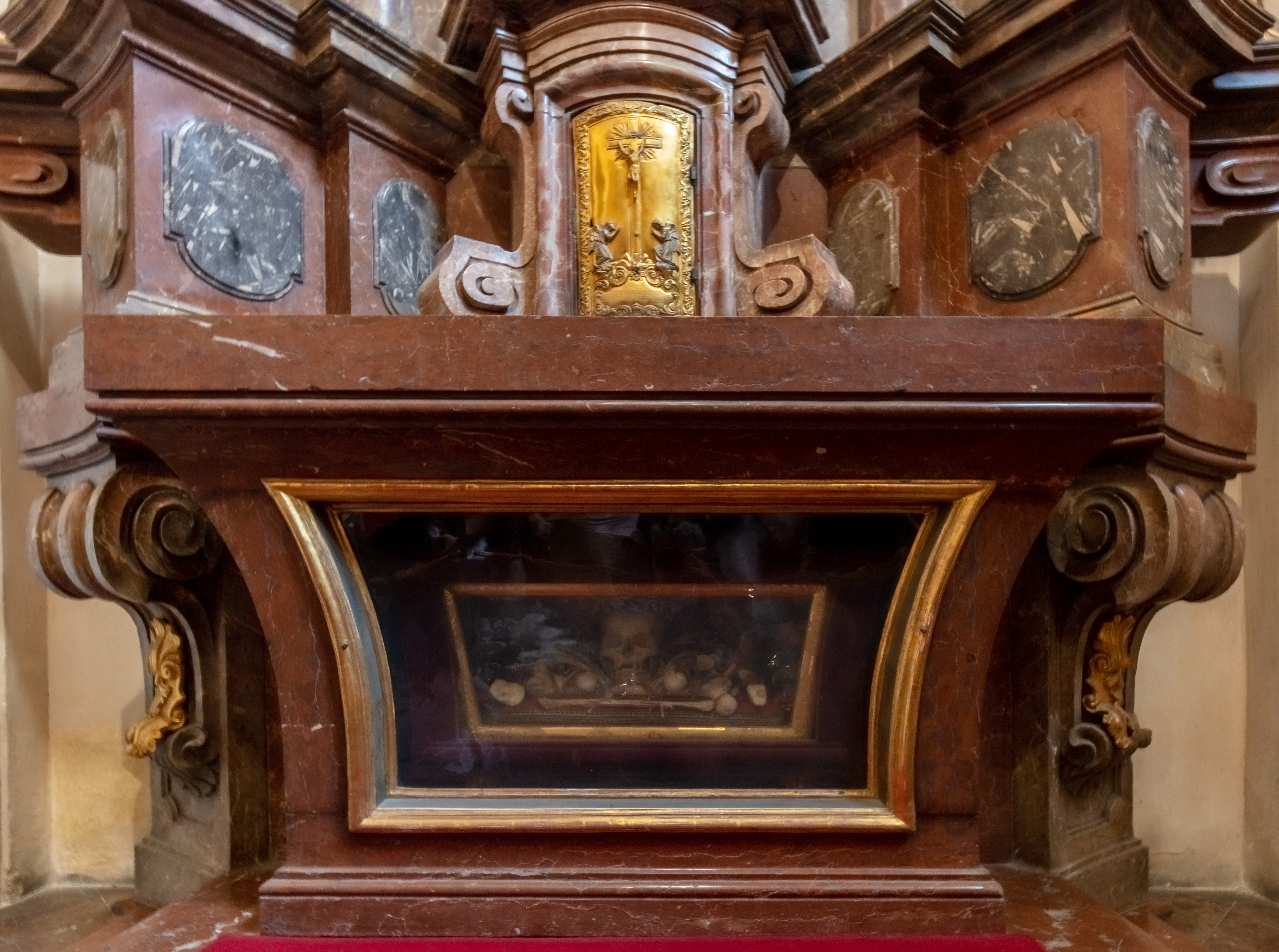
Detalle de una tumba.